# (48801) Penninger
(48801) Penninger ist ein Asteroid des Hauptgürtels, der am 22. Oktober 1997 vom österreichischen Astronomen Erich Meyer an der Sternwarte Davidschlag (IAU-Code 540) ca. 30 km nördlich von Linz in Oberösterreich entdeckt wurde.
Der mittlere Durchmesser von (48801) Penninger wurde mithilfe des Wide-Field Infrared Survey Explorers (WISE) mit 6,664 (±0,216) Kilometer berechnet, die dunkle Albedo mit 0,063 (±0,010) lässt auf eine kohlenstoffreiche Zusammensetzung schließen.
Es wird das Objekt der Spektral Klasse C zugeordnet und besitzt eine Absolute Helligkeit von 14,8 mag.
Die Universität Prag hat mithilfe von Lichtkurven Messungen die Oberfläche von (48801) Penninger abbilden können.
Der Himmelskörper gehört zur Dora-Familie, einer Gruppe von Asteroiden, die nach (668) Dora benannt wurde.
Der Asteroid wurde am 9. August 2006 nach dem österreichischen Genetiker Josef Penninger (* 1964) benannt.